# Финале Европског првенства у фудбалу 1988.
Финале Eвропског првенства у фудбалу 1988. је била фудбалска утакмица која се одиграла 25. јуна 1988. на Олимпијском стадиону у Минхену, у коме се сазнао нови европски шампион. У финалу су играли Холандија против Совјетског Савеза. Холандија је савладала СССР резултатом 2:0.
Голове у финалу су постигли Руд Гулит у 32. и Марко ван Бастен у 54. минуту утакмице за Холандију. Игор Беланов је промашио једанаестерац за СССР.

## Пут до финала

### Група 2
|    | Табела групе Б  | И | П | Н | И | ДГ | ПГ | ГР | Бод. |
| -- | --------------- | - | - | - | - | -- | -- | -- | ---- |
| 1. | Совјетски Савез | 3 | 2 | 1 | 0 | 5  | 2  | +3 | 5    |
| 2. | Холандија       | 3 | 2 | 0 | 1 | 4  | 2  | +2 | 4    |
| 3. | Ирска           | 3 | 1 | 1 | 1 | 2  | 2  | 0  | 3    |
| 4. | Енглеска        | 3 | 0 | 0 | 3 | 2  | 7  | -5 | 0    |

| Холандија | 0:1    | Совјетски Савез |
| --------- | ------ | --------------- |
|           | Детаљи | Рац 52’         |

| Енглеска   | 1:3    | Холандија                |
| ---------- | ------ | ------------------------ |
| Робсон 53’ | Детаљи | ван Бастен 44’, 71’, 75’ |

| Ирска     | 1:1    | Совјетски Савез |
| --------- | ------ | --------------- |
| Велан 38’ | Детаљи | Протасов 74’    |

| Енглеска  | 1:3    | Совјетски Савез                              |
| --------- | ------ | -------------------------------------------- |
| Адамс 16’ | Детаљи | Алејнков 3’ · Михаиличенко 28’ · Пасулко 73’ |

| Ирска | 0:1    | Холандија |
| ----- | ------ | --------- |
|       | Детаљи | Кифт 82’  |

### Полуфинале
| Западна Немачка   | 1:2    | Холандија                         |
| ----------------- | ------ | --------------------------------- |
| Матеус 55’ (пен.) | Детаљи | Куман 74’ (пен.) · ван Бастен 88’ |

| Совјетски Савез               | 2:0    | Италија |
| ----------------------------- | ------ | ------- |
| Литовченко 58’ · Протасов 62’ | Детаљи |         |

## Детаљи утакмице
| 1. Финалиста                                 | Резултат | 2. Финалиста |
| -------------------------------------------- | --- | --- |
| Холандија ·                                  | 2 : 0 (1:0) | Совјетски Савез · |
| Датум                                        | 25. јун, 1988. | 25. јун, 1988. |
| Стадион                                      | Олимпијски стадион, Минхен | Олимпијски стадион, Минхен |
| Гледалаца                                    | 62.770 | 62.770 |
| Судија                                       | Мишел Вотро Француска | Мишел Вотро Француска |
| Холандија (тренер: Ринус Михелс)             | Ханс ван Брекелен, Бери ван Арле, Франк Рајкард, Роналд Куман, Адри ван Тигелен, Гералд Ваненбург, Јан Ваутерс, Арнолд Мјурен, Ервин Куман, Руд Гулит, Марко ван Бастен                                                                  | Ханс ван Брекелен, Бери ван Арле, Франк Рајкард, Роналд Куман, Адри ван Тигелен, Гералд Ваненбург, Јан Ваутерс, Арнолд Мјурен, Ервин Куман, Руд Гулит, Марко ван Бастен                                                                  |
| Совјетски Савез (тренер: Валериј Лобановски) | Ринат Дасајев, Анатолиј Демјаненко, Сергеј Алејников, Вагиз Хидијатулин, Васил Рац, Генадиј Литовченко, Александар Заваров, Алексеј Михајличенко, Сергеј Гоцманов (68‘ Сергеј Балтача), Олег Протасов (71‘ Виктор Пасулко), Игор Беланов | Ринат Дасајев, Анатолиј Демјаненко, Сергеј Алејников, Вагиз Хидијатулин, Васил Рац, Генадиј Литовченко, Александар Заваров, Алексеј Михајличенко, Сергеј Гоцманов (68‘ Сергеј Балтача), Олег Протасов (71‘ Виктор Пасулко), Игор Беланов |
| Стрелци                                      | 1:0 Гулит 32', 2:0 Ван Бастен 54' | 1:0 Гулит 32', 2:0 Ван Бастен 54' |
| Картони                                      | Холандија: Бери ван Арле, Јан Ваутерс — Совјетски Савез: Анатолиј Демјаненко, Вагиз Хидијатулин, Генадиј Литовченко | Холандија: Бери ван Арле, Јан Ваутерс — Совјетски Савез: Анатолиј Демјаненко, Вагиз Хидијатулин, Генадиј Литовченко |